# Кременчуцький Анатолій Михайлович
Кременчуцький Анатолій Михайлович (нар. 11 листопада 1960) — педагог, Заслужений учитель України. Краєзнавець. Автор понад 20 друкованих праць з краєзнавства та інноваційних педагогічних технологій.

## З біографії
Народився 11 листопада 1960 р. у м. Кремінна, Луганська область. Працював лаборантом у школі, служив у Радянській армії (1978—1980), закінчив Луганський державний університет ім. Т. Г. Шевченка (1987), працював учителем (1980—1986), інспектором шкіл Кремінського району (1986). Депутат Кремінської районної ради (2003). Начальник відділу освіти Кремінської районної державної адміністрації.

## Нагороди та відзнаки
Нагороджений знаком Міністерства освіти України «Відмінник освіти України» (2005).
Заслужений учитель України (2006). Лауреат номінації «Визначні освітяни» в рамках громадської акції «Флагмани освіти і науки України-2011» (2011).